# Revolución del Ramadán

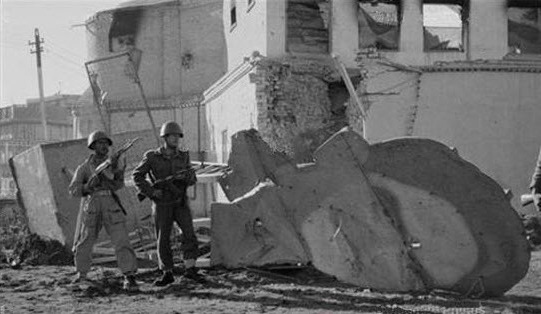
Un cartel con la imagen de Qasim derribado durante el golpe.

La Revolución del Ramadán, también conocida como la Revolución del 8 de febrero y el Golpe de Estado de febrero de 1963 en Irak, fue un golpe militar del ala iraquí del Partido Baaz que derrocó al Primer ministro de Irak, Abdul Karim Qasim en  1963. Tuvo lugar entre el 8 y el 10 de febrero de 1963. El ex suplente de Qasim, Abdul Salam Arif, que no era baazista, recibió el título en gran parte ceremonial de presidente, mientras que el destacado general baazista Ahmed Hasán al Bakr fue nombrado  Primer ministro. El líder más poderoso del nuevo gobierno fue el secretario general del Partido Baaz iraquí, Ali Salih al-Sa'di, quien controló la milicia de la Guardia Nacional y organizó una masacre de cientos, si no miles, de presuntos comunistas y otros  disidentes tras el golpe.

## Historia

### Antecedentes
Algún tiempo después de que la Organización de Oficiales de la Patria, o "Al-Ahrar" ("Los Libres") lograra derrocar a la monarquía y transformar al gobierno iraquí en una república en 1958, hubo signos de diferencias entre los partidos políticos y las fuerzas y los Oficiales de la Patria. La organización comenzó cuando las fuerzas nacionalistas panárabes lideradas por Abdul Salam Arif y el Partido Ba'ath pidieron la unificación inmediata con la República Árabe Unida (RAU). En un intento por crear un estado de equilibrio político, el Partido Comunista Iraquí, que se oponía a la unidad, trató de descartar la cooperación con la RAU en economía, cultura y ciencia en lugar de acuerdos políticos y militares.
Gradualmente, las relaciones de Abdul Karim Qasim con algunos de sus compañeros de Al-Ahrar empeoraron y su relación con las corrientes unionista y nacionalista, que habían jugado un papel activo en el apoyo al movimiento de 1958, se volvió tensa. En cuanto a las corrientes en conflicto en el Partido Comunista Iraquí, aspiraban a formar una coalición con el general Qasim y durante mucho tiempo habían estado ampliando su relación con él. Qasim pensó que algunos de sus aliados en el Partido Comunista estaban cerca de saltar la propuesta, especialmente después de la creciente influencia del Partido Comunista en el uso del lema, proclamado por muchos comunistas y partidarios del gobierno durante las marchas: "Viva el líder Abd  al-Karim y el Partido Comunista en el gobierno de gran demanda!" Qasim comenzó a minimizar el movimiento comunista, que estaba a punto de derrocar al gobierno. Ordenó el desarme del partido y la detención de la mayoría de sus dirigentes. Sin embargo, el partido retuvo al comandante aéreo Jalal al-Awqati y al teniente coronel Fadhil Abbas Mahdawi, primo de Qasim.
Un conjunto superpuesto de factores internos y regionales creó las condiciones propicias para el derrocamiento del Primer Ministro Abdul Karim Qasim y su personal. Algunos historiadores han argumentado que el derrocamiento puede atribuirse al individualismo torpe de Qasim y los errores cometidos en la ejecución de líderes y lugareños, así como a los actos de violencia que surgieron de las milicias comunistas aliadas con Qasim. También puede ser culpable un desacuerdo cada vez más contundente con el mariscal de campo Abdul Salam Arif, que estaba bajo arresto domiciliario. Qasim también hizo declaraciones en las que reiteraba su apoyo al general sirio Abdel-Karim y al coronel Alnhlaoi Mowaffaq Asasa, con miras a ejecutar un golpe para dividir Siria, que luego se unió a Egipto como parte de la República Árabe Unida.

### Golpe
La destitución de Qasim tuvo lugar el 8 de febrero de 1963, el decimocuarto día del Ramadán. Por tanto, el golpe se denominó el 14 de Ramadán. El golpe había estado en sus etapas de planificación desde 1962, y se habían planeado varios intentos, solo para ser abandonados por temor a ser descubiertos. El golpe se había planeado inicialmente para el 18 de enero, pero se trasladó al 25 de enero y luego al 8 de febrero después de que Qasim se enterara del intento propuesto y detuviera a algunos de los conspiradores.
El golpe comenzó en la madrugada del 8 de febrero de 1963, cuando el jefe de la fuerza aérea comunista, Jalal al-Awqati, fue asesinado y unidades de tanques ocuparon la estación de radio de Abu Ghraib. Se desarrolló una amarga lucha de dos días con intensos enfrentamientos entre los conspiradores baazistas y las fuerzas pro-Qasim. Qasim se refugió en el Ministerio de Defensa, donde los combates se volvieron particularmente intensos. Los simpatizantes comunistas tomaron las calles para resistir el golpe, lo que se sumó a la gran cantidad de bajas.
El 9 de febrero, Qasim finalmente ofreció su rendición a cambio de un pasaje seguro fuera del país.  Su solicitud fue rechazada y, por la tarde, Qasim fue ejecutado por orden del recién formado Consejo Nacional del Comando Revolucionario (CNCR). Qasim fue sometido a un simulacro de juicio por radio de Bagdad y luego fue asesinado. Muchos de los partidarios chiitas de Qasim creían que simplemente se había escondido y parecería que el Mahdi encabezaría una rebelión contra el nuevo gobierno; Para contrarrestar este sentimiento y aterrorizar a sus partidarios, el cadáver de Qasim se mostró en televisión en un video de propaganda de cinco minutos de duración llamado El fin de los criminales que incluía vistas de cerca de sus heridas de bala en medio del tratamiento irrespetuoso de su cadáver, que es escupido en  en la escena final.

## Intervención de Estados Unidos
Si bien ha habido rumores persistentes de que la Agencia Central de Inteligencia (CIA) orquestó el golpe, los documentos desclasificados y el testimonio de ex oficiales de la CIA indican que no hubo participación estadounidense directa, aunque Estados Unidos había sido notificado de dos complots golpistas baazistas abortados en  Los meses de julio y diciembre de 1962 y sus acciones posteriores al golpe sugirieron que "en el mejor de los casos condonó y en el peor contribuyó a la violencia que siguió". A pesar de la evidencia de que la CIA había estado siguiendo de cerca la planificación golpista del Partido Baaz desde "al menos 1961", un funcionario de la CIA que trabajaba con Archie Roosevelt Jr. para instigar un golpe militar contra Qasim, y que luego se convirtió en el jefe de operaciones de la CIA  en Irak y Siria, ha "negado cualquier participación en las acciones del Partido Baaz", afirmando en cambio que los esfuerzos de la CIA contra Qasim todavía estaban en las etapas de planificación en ese momento. Por el contrario, Brandon Wolfe-Hunnicutt afirma que "los académicos siguen divididos en sus interpretaciones de la política exterior estadounidense hacia el golpe de febrero de 1963 en Irak", pero cita "pruebas contundentes de un papel estadounidense en el golpe".
Aunque puede que no haya organizado el golpe, los funcionarios estadounidenses estaban indudablemente complacidos con el resultado, finalmente aprobaron un acuerdo de armas de $ 55 millones con Irak e instaron a los aliados árabes de Estados Unidos a oponerse a una ofensiva diplomática patrocinada por los soviéticos que acusaba a Irak de genocidio contra su minoría kurda en la Asamblea General de las Naciones Unidas (ONU). También se cree ampliamente que la CIA proporcionó al nuevo gobierno listas de comunistas y otros izquierdistas, que luego fueron arrestados o asesinados por la milicia del Partido Baaz: la Guardia Nacional. Esta afirmación se originó en una entrevista de Al-Ahram el 27 de septiembre de 1963 con el rey Huséin de Jordania, quien, buscando disipar informes de que estaba en la nómina de la CIA, declaró:
Dime que la inteligencia estadounidense estuvo detrás de los eventos de 1957 en Jordania. Permítanme decirles que sé con certeza que lo ocurrido en Irak el 8 de febrero contó con el apoyo de la inteligencia estadounidense. Algunos de los que ahora gobiernan en Bagdad no saben de esto, pero yo soy consciente de la verdad. Se llevaron a cabo numerosas reuniones entre el partido Baaz y la inteligencia estadounidense, la más importante en Kuwait. ¿Sabe que ... el 8 de febrero, una radio secreta transmitida a Irak estaba proporcionando a los hombres que dieron el golpe los nombres y direcciones de los comunistas allí para que pudieran ser arrestados y ejecutados? ... ¡Sin embargo, soy el acusado de ser un agente de América y del imperialismo!
Según Hanna Batatu, sin embargo, "los baazistas tuvieron amplia oportunidad de recopilar tales detalles en 1958-1959, cuando los comunistas salieron completamente a la luz, y antes, durante los años del Frente de Unidad Nacional — 1957-1958 — cuando  tenía tratos frecuentes con ellos en todos los niveles". Además, "las listas en cuestión demostraron estar en parte desactualizadas", lo que podría tomarse como prueba de que fueron compiladas mucho antes de 1963.  La explicación de Batatu está respaldada por informes de la Oficina de Inteligencia e Investigación que afirman que "los miembros del partido [comunista] [están siendo] detenidos sobre la base de listas preparadas por el ahora dominante Partido Baaz" y que el Partido Comunista Iraquí había "expuesto virtualmente todos sus activos "que los baazistas habían" identificado y enumerado cuidadosamente". Por otro lado, Nathan J. Citino señala que dos funcionarios de la embajada de Estados Unidos en Bagdad —William Lakeland y James E. Akins— "utilizaron la cobertura de la Conferencia de Moscú para el Desarme y la Paz de julio de 1962 en la prensa izquierdista iraquí para compilar listas de  comunistas y sus partidarios ... Los enumerados incluían comerciantes, estudiantes, miembros de sociedades profesionales y periodistas, aunque los profesores universitarios constituían el grupo más grande". Además, "Weldon C. Mathews ha establecido meticulosamente que los líderes de la Guardia Nacional que participaron en abusos contra los derechos humanos habían sido capacitados en los Estados Unidos como parte de un programa policial dirigido por la Administración de Cooperación Internacional y la Agencia para el Desarrollo Internacional". Los Estados Unidos proporcionó $120,000 en "asistencia policial" a Irak durante 1963-1965, considerablemente menos que los $832,000 en asistencia que proporcionó a Irán durante esos años.

### "Escándalo" de tanques soviéticos
La administración Kennedy abogó oficialmente por un acuerdo diplomático para la Primera Guerra Iraquí-Kurda, pero su provisión de ayuda militar al gobierno baazista envalentonó a los intransigentes iraquíes para reanudar las hostilidades contra los rebeldes kurdos el 10 de junio, después de lo cual Irak solicitó ayuda adicional de emergencia de Estados Unidos que incluía  armas de napalm. El presidente Kennedy aprobó la venta de armas en parte por recomendación del asesor principal Robert Komer y se proporcionaron las armas, pero una oferta del general iraquí Hasan Sabri al-Bayati de corresponder a este gesto enviando un tanque soviético T-54 en posesión de Irak a la embajada de Estados Unidos en Bagdad para su inspección se convirtió en una especie de "escándalo", ya que la oferta de Bayati no había sido aprobada por al-Bakr, el ministro de Relaciones Exteriores Talib El-Shibib u otros altos funcionarios iraquíes. En última instancia, el liderazgo del Partido Baaz renegó de esa parte del acuerdo, por temor a que la entrega del tanque a Estados Unidos dañara irrevocablemente la reputación de Irak. Shibib contó posteriormente que el incidente dañó las relaciones de Irak con Estados Unidos y la Unión Soviética: "Por un lado, Irak perdería a los soviéticos como fuente de inteligencia. Por otro lado, Estados Unidos nos vería como un grupo de estafadores de niños".

## Intervención de la Unión Soviética
A lo largo de 1963, la Unión Soviética trabajó activamente para socavar al gobierno baazista, apoyando a los rebeldes kurdos bajo el liderazgo de Mustafa Barzani con propaganda y un "pequeño estipendio mensual para Barzani", suspendiendo los envíos militares a Irak en mayo, convenciendo a su aliado Mongolia de presentar cargos de genocidio contra Irak en la Asamblea General de la ONU de julio a septiembre, y patrocinar un fallido intento de golpe comunista el 3 de julio.

## Influencia en Siria
Ese mismo año, el comité militar del partido sirio logró persuadir a los nasseristas y a los oficiales independientes de que hicieran causa común con él, y llevó a cabo con éxito un golpe militar el 8 de marzo. Un Consejo del Mando Nacional Revolucionario tomó el control y se asignó el poder legislativo; nombró a Salah al-Din al-Bitar como jefe de un gobierno de "frente nacional". El Baaz participó en este gobierno junto con el Movimiento Nacionalista Árabe, el Frente Árabe Unido y el Movimiento de Unidad Socialista.
Como señala Batatu, esto tuvo lugar sin que se hubiera resuelto el desacuerdo fundamental sobre la reunificación inmediata o "considerada". El Baaz se movió para consolidar su poder dentro del nuevo gobierno, purgando a los oficiales nasseristas en abril. Los disturbios posteriores llevaron a la caída del gobierno de al-Bitar y, como consecuencia del fallido golpe nasserista de Jasim Alwan en julio, el Baaz monopolizó el poder.

## Secuelas
| Los ataques a las libertades del pueblo perpetrados por los ... sanguinarios miembros de la Guardia Nacional, su vulneración de lo sagrado, su desprecio de la ley, las injurias que han hecho al Estado y al pueblo, y finalmente su rebelión armada el 13 de noviembre de 1963 ha conducido a una situación intolerable que está plagada de graves peligros para el futuro de este pueblo que es parte integrante de la nación árabe. Hemos soportado todo lo que hemos podido. ... El ejército ha respondido al llamado del pueblo para librarlos de este terror.—Presidente Abdul Salam Arif, 1963. |

El gobierno baazista colapsó en noviembre de 1963 por la cuestión de la unificación con Siria y el comportamiento extremista e incontrolable de la Guardia Nacional de al-Sa'di. El presidente Arif, con el apoyo abrumador del ejército iraquí, expulsó a los baazistas del gobierno y ordenó a la Guardia Nacional que se retirara; aunque al-Bakr había conspirado con Arif para destituir a al-Sa'di, el 5 de enero de 1964, Arif destituyó a al-Bakr de su nuevo cargo como vicepresidente, por temor a permitir que el Partido Baaz mantuviera un punto de apoyo dentro de su gobierno.
Después del golpe de noviembre, surgieron pruebas cada vez mayores de las atrocidades de los baazistas, que Lakeland predijo "tendrán un efecto más o menos permanente en los desarrollos políticos del país, particularmente en las perspectivas de un renacimiento de los baazíes". Marion Farouk-Sluglett y Peter Sluglett describen que los baazistas habían cultivado una "imagen profundamente desagradable" a través de "actos de brutalidad desenfrenada" en una escala sin precedentes en Irak, incluidas "algunas de las escenas de violencia más terribles experimentadas hasta ahora en Irak". El Medio Oriente de la posguerra":" Como casi todas las familias de Bagdad se vieron afectadas, y tanto hombres como mujeres fueron igualmente maltratados, las actividades de los baazistas despertaron un grado de intenso odio hacia ellos que ha persistido hasta el día de hoy entre muchos iraquíes de ese país.  Generación." En términos más generales, los Sluglett afirman que "las fallas de Qasim, por graves que fueran, difícilmente pueden discutirse en los mismos términos que la venalidad, el salvajismo y la brutalidad desenfrenada que caracterizaron los regímenes que siguieron al suyo". Batatu relata:
En los sótanos del Palacio de al-Nihayyah, que la Oficina [de Investigación Especial] [de la Guardia Nacional] utilizado como cuartel general, se encontraron todo tipo de repugnantes instrumentos de tortura, incluidos cables eléctricos con tenazas, estacas puntiagudas de hierro en las que se sentaba a los prisioneros y una máquina que todavía tenía huellas de dedos cortados. Pequeños montones de ropa ensangrentada estaban esparcidos y había charcos en el suelo y manchas en las paredes.